# Villabrázaro (kommunhuvudort)
Villabrázaro är en kommunhuvudort i Spanien.   Den ligger i provinsen Provincia de Zamora och regionen Kastilien och Leon, i den nordvästra delen av landet, 250 km nordväst om huvudstaden Madrid. Villabrázaro ligger 729 meter över havet och antalet invånare är 376.
Terrängen runt Villabrázaro är platt. Runt Villabrázaro är det ganska glesbefolkat, med 34 invånare per kvadratkilometer. Närmaste större samhälle är Benavente, 7,0 km sydost om Villabrázaro. Trakten runt Villabrázaro består till största delen av jordbruksmark.